# 800 MHz-båndet
800 MHz-båndet er et frekvensbånd, som omfatter 790-862 MHz.
Frekvensbåndet har tidligere været allokeret til terrestrisk tv og her svarede båndet til UHF-kanal 61-69.
I Danmark besluttede videnskabsministeren og kulturministeren d. 22. juni 2009, at 800 MHz-båndet skulle anvendes til andet formål end fjernsyn, f.eks. mobilt bredbånd. 
Det mobile bredbåndssignal kan f.eks. være LTE- og/eller 4G-signaler og kaldes herefter 800 MHz-bredbånd.
EU-Parlamentet godkendte maj 2010, at 800 MHz-båndet kan anvendes til mobilt bredbånd.
Det formodes at 800 MHz-bredbånd tages i drift fra 2013.

## Offentlig debat
I Danmark blev 800 MHz-båndets anden brug end offentlig digitalt fjernsyn, sendt til høring maj 2010. 
Svarene på høringen viste, at der var delte meninger om det fornuftige i at udbyde det til andre formål – f.eks. mobilt bredbånd uden grundige forundersøgelser.
Erhvervsstyrelsen mener at der højst er 10.000 hustande, der bliver berørt af tv-forstyrrelser. DRs seniorkonsulen Carsten Corneliussen og Boxer TV mener det er betydeligt flere end 10.000 hustande, der bliver ramt.
Teracoms forløbige vurdering er at ca. 500.000 hustande bliver berørt.
Der har været meget debat i de danske medier om det fornuftige i at anvende 800 MHz-båndet så hurtigt til 800 MHz-bredbånd, efter deallokeringen af fjernsynsbrug. Grunden er, at en ukendt mængde fjernsynsudstyr, ikke er robust nok til at være tæt på aktivt 800 MHz-bredbåndsudstyr: 800 MHz-bredbåndsantennemaster og 800 MHz-bredbåndsmodem.
Grunden til de mulige problemer er, at hele radiomodtagelse-fødekæden i både ældre og nyt (2012) digitalt tv-udstyr er følsomt for signaler på de gamle UHF-kanaler 61-69. Det betyder at stærke 800 MHz-bredbåndssignaler usvækket bliver modtaget af boligers UHF-antenner. Det menes at blive løst, ved at sætte et stærkt selektivt filter foran fjernsynet til ca. 150 kr.
Men har boligen UHF-antenneforstærker nær antennemasten, bliver udgiften ikke kun 150 kr, men derimod flere tusinde kroner, hvis man f.eks. bor indenfor 700 meter fra en bredbåndsmast – eller naboen har et aktivt 800 MHz-bredbåndsmodem og dette sender med en større sendeeffekt. Ifølge dansk lov forhindres tv-seere i at få kompensation. 
Forstyrrelser fra 800 MHz-bredbånd betyder så, at nogen skal sætte et filter foran antenneforstærkeren. Har man flere UHF-antenner kan man risikere, at der skal filter mellem antenneforstærker og hver UHF-antenne. Udendørs filtre skal være klima-sikre, hvilket vil sige at deres filtervirkning skal være uafhængig overfor temperaturændringer og luftfugtighedsændringer. Selvom der sættes filtre ved tv-antennen, er det ingen garanti mod 800 MHz-bredbåndsforstyrrelser.
Ydermere er et ukendt antal nyere (f.eks. fra juni 2009) – og 10% af nye (2012) fjernsynsmodeller ikke robuste over for 800 MHz-bredbåndssignalet. 
Det samme gør sig gældende med antenneforstærkere, der forhandledes mellem 2009-2012. Står der f.eks. at antenneforstærkeren understøtter kanal 61-69, er den med stor sikkerhed ikke designet til at være robust overfor 800 MHz-bredbånd.
I udlandet er man også bekendt med mulige problemer ved anvendelse af 800 MHz-bredbånd.

## Mulige fjernsynsforstyrrelser
Umiddelbart lyder det ikke sandsynligt, at 800 MHz-bredbåndssignaler skulle kunne forstyrre de digitale fjernsynsudsendelser, da de digitale signaler er mere robuste overfor forstyrrelser på grund af, at senderudstyr indlejrer fejlkorrektionsdata, som modtageren kan anvende til at rekonstruere en vis mængde ulæselige data.
Grunden til problemet er, at radiomodtagelse-fødekæden i nyere og nyt fjernsynsudstyr er designet til at kunne modtage kanal 61-69. Det betyder forstyrrende signaler, uhindret kan udøve signalstyrkeafhængig begrænsning (eng. limiting) eller klipning, som skyldes overstyring (eng. overdrive) af antenneforstærkeren og/eller DTT-tuneren i f.eks. fladskærme, (STB/USB)-tv-modtagerbokse og harddiskoptagere.
Afhængig at overstyringens varighed, vil der ske følgende:
- Når fejlkorrektion slår til, er billedet perfekt.
- Når fejlkorrektion i perioder ikke slår til, pixelerer billedet, billedet fryser og/eller lyden falder ud i kortere tid.
- Når signalskaden sker i længere perioder og fejlkorrektion derfor ikke slår til, får man sort skærm.

Overstyringen gør ikke kun, at én kanal rammes. Faktisk er det alle signaler, der "smadres"/gøres ulæselige, mens enheden overstyres.

## Krav til en god DTT-tuner
Omkring 1. juni 2012 kom der udmelding fra Erhvervsstyrelsen om, hvilke krav man skal stille til en DTT-modtager (DVB-T) for, at man kan kalde den god. 
Erhvervsstyrelsen tager udgangspunkt i ECC report 148 (Measurements on the performance of DVB-T receivers in the presence of interference from the mobile service (especially from LTE)).
Ovenstående (1. juli 2020 anbefaling) bør man stille som krav til forretningen ved køb. "Fra nu og til 30. juni 2020"-anbefalingen, er blot overgangskrav, som bliver forældede 1. juli 2020.
Kravene er ingen garanti mod 800 MHz-bredbåndsforstyrrelser, men kravene mindsker muligheden.

## Erstatning for ikke 800 MHz-bredbåndsrobust udstyr?
Det kan muligvis være at man kan få kompensation for købt udstyr, hvor man ved købet ikke blev oplyst om at udstyret ikke var 800 MHz-bredbåndsrobust.